# Roč
Roč (olaszul: Rozzo) falu Horvátországban, Isztria megyében. Közigazgatásilag Buzethez tartozik.

## Fekvése
Az Isztriai-félsziget északi részének közepén, Pazintól 23 km-re északkeletre, községközpontjától 8 km-re délkeletre, a 44-es számú főút mellett egy dombon fekszik.

## Története
A régészeti leletek tanúsága szerint területén már a neolitikumban éltek emberek. Ezt bizonyítja az itt előkerült nagy számú kerámiatöredék. Valószínűleg Roč helyén állt a történelem előtti „Histra” nevű erődített település. A rómaiak ennek alapjain építették fel erődítményüket Rotiumot. A mai Roč alatt a domb déli lejtőjén feküdt a római település, melyet a helyiek „Stari Rim” azaz régi Rómaként neveznek. Számos római kori lelet, pénzérmék, sírok, sírkövek töredékei is előkerültek itt. A korai keresztény hitélet bizonyítéka a Szent Mór templom maradványa és egy keresztelőmedence az 5. – 6. századból. A történeti forrásokban Roč várát először 1064-ben „Ruz”, majd 1102-ben „Ronz” néven említik. A középkori várból csak a torony maradt meg a falu északi részén. A tornyokkal erősített lőréses városfalak a várkapukhoz hasonlóan 1421 után a velencei uralom alatt épültek és ma is körülveszik a települést. A 13. századtól Roč a glagolita műveltség egyik központja volt. A horvát glagolita irodalom számos képviselője között itt alkotott Šimun Greblo, Juri Žakan, Jeronim Greblo és Ivan Benčić is. A fennmaradt művek közül a legfontosabbak Omišalji Vid breviáriuma 1396-ból és Bartol Krbavac (Korbáviai Bertalan) misekönyve 1402-ből. Itt nyomatták a legrégibb horvát nyelvű nyomtatott könyvet a Roči misekönyvet 1483-ban. A fennmaradt roči pergamenek gyűjteménye a 16. – 18. századból származik. A falunak 1857-ben 152, 1910-ben 212 lakosa volt. Lakói mezőgazdasággal, állattartással, tejtermeléssel foglalkoztak. 2011-ben 154 lakosa volt.

## Lakosság
| Lakosság változása | Lakosság változása | Lakosság változása | Lakosság változása | Lakosság változása | Lakosság változása | Lakosság változása | Lakosság változása | Lakosság változása | Lakosság változása | Lakosság változása | Lakosság változása | Lakosság változása | Lakosság változása | Lakosság változása | Lakosság változása |
| ------------------ | ------------------ | ------------------ | ------------------ | ------------------ | ------------------ | ------------------ | ------------------ | ------------------ | ------------------ | ------------------ | ------------------ | ------------------ | ------------------ | ------------------ | ------------------ |
| 1857               | 1869               | 1880               | 1890               | 1900               | 1910               | 1921               | 1931               | 1948               | 1953               | 1961               | 1971               | 1981               | 1991               | 2001               | 2011               |
| 152                | 165                | 188                | 164                | 191                | 212                | 2030               | 1796               | 149                | 139                | 157                | 162                | 161                | 178                | 146                | 154                |

## Nevezetességei
- Szent Bertalan apostol tiszteletére szentelt három hajós plébániatemploma a 14. században épült, többszöri átépítés után mai formáját a 19. században nyerte el. Hálóboltozatos gótikus szentélyét 1495-ben építették. 26 méter magas kora barokk harangtornya 1676-ban épült.
- Szent Rókus tiszteletére szentelt harangtorony nélküli kis temploma[4] román stílusban épült. Eredetileg valószínűleg Szent Péternek volt szentelve és csak a 14. században kapta mai titulusát. A templom falain és félköríves apszisában ismeretlen mesterek 14. és 15. századi falfestményei maradtak fenn. A régebbi freskón Szent Pál apostol, a későbbi freskón a „Maiestas Domini” azaz a trónoló Krisztus és apostolai láthatók.
- Remete Szent Antal tiszteletére szentelt temploma a 12. században épült, a 14–15. században átépítették. A templom középkori falfestményén 1200 körül bekarcolt glagolita ábécét találtak.
- A templom előtti téren 1475-ben épített reneszánsz lakóház és egy manierisztikus stílusú palota áll.
- Az egykori városi loggia a 18. században épült.
- A városkapu területén római és velencei emlékekből kőtárat rendeztek be.
- Itt van a Humtól Ročit húzódó glagolita ösvény végpontja.
- 1973-tól rendezik meg a Roči biennálét, a horvát kulturális örökség seregszemléjét.
- Minden év májusában tartják a hagyományos fiatal harmonikások nemzetközi találkozóját.